# Caerphilly (circonscription du Senedd)
Ne doit pas être confondue avec Caerphilly, une circonscription parlementaire de la Chambre des communes.
Pour les articles homonymes, voir Caerphilly (homonymie).
Caerphilly est une circonscription du Senedd dite de comté utilisée dans le cadre d’un scrutin uninominal pour les élections générales du Parlement gallois. Créée en 1999 et redécoupée en 2007, elle appartient à la région électorale de South Wales East.
Hefin David est le membre du Senedd représentant la circonscription depuis l’élection générale de 2016. Il siège à la chambre dans le groupe du Labour.

## Histoire

### Création de la circonscription
Les circonscriptions de l’Assemblée (Assembly constituencies  en anglais) sont des divisions électorales du territoire du pays de Galles créées à compter du 1er décembre 1998 par le Government of Wales Act 1998 pour les élections de l’Assemblée nationale du pays de Galles et utilisées à partir du 6 mai 1999, jour du premier scrutin dévolu,.
Ainsi, la circonscription de Caerphilly est pour la première fois employée à partir des élections de l’Assemblée de 1999 comme 39 autres circonscriptions. Ses limites se calquent sur celles de la circonscription parlementaire (parliamentary constituency en anglais) de Caerphilly, qui est une circonscription dite de comté d’après le Parliamentary Constituencies Act 1986 (en),,.
La définition originelle de la circonscription est décrite dans le Parliamentary Constituencies (Wales) Order 1995, un décret en Conseil redistribuant les sièges gallois du Parlement du Royaume-Uni sur la base des zones de gouvernement local établies au 16 décembre 1994 et utilisé pour les élections générales de la Chambre des communes depuis 1997. À son sens, la circonscription de Caerphilly englobe un territoire compris sur seize des sections électorales du district de la Rhymney Valley,.

### Découpage de 2006
Un découpage des circonscriptions parlementaires et de l’Assemblée est opéré par le Parliamentary Constituencies and Assembly Electoral Regions (Wales) Order 2006 à partir des zones principales en usage au 31 janvier 2005. Ce décret en Conseil est mis en œuvre à partir des élections législatives galloises de 2007, et, à l’entrée en vigueur du Government of Wales Act 2006, il devient la base légale délimitant les circonscriptions et régions électorales de l’Assemblée,.
Le décret donne une nouvelle définition des limites de la circonscription de Caerphilly désormais établie à partir d’une partie du borough de comté de Caerphilly localisée sur treize de ses sections électorales. Ainsi, comme pour 9 autres circonscriptions, il modifie de façon « substantielle » les limites du territoire de la circonscription en faveur d’Islwyn,,.

## Description

### Toponymie
La seule dénomination officielle de la circonscription est celle de Caerphilly County Constituency (littéralement en anglais, la « circonscription de comté de Caerphilly ») d’après le Parliamentary Constituencies and Assembly Electoral Regions (Wales) Order 2006, plus simplement abrégée en Caerphilly,.
Cependant, en gallois, elle est adaptée en Caerffili.

### Données démographiques
| Année                          | Population | Superficie (en km2) | Densité de population (en hab./km2) |
| ------------------------------ | ---------- | ------------------- | ----------------------------------- |
| 1991                           | 83 345     |                     |                                     |
| 2001                           | 88 151     | 125,46              | 703                                 |
| Redécoupage des limites (2007) |            |                     |                                     |
| 2011                           | 86 980     | 114,54              | 759                                 |

Le dernier recensement de la population en vigueur en Angleterre et au pays de Galles est celui opéré par l’Office for National Statistics en 2011.
Selon ce recensement, la circonscription de Caerphilly admet une population résidentielle (usual residents en anglais) de 86 980 habitants, au dessus de la moyenne par circonscription évaluée à 76 586 habitants. Elle est ainsi la sixième circonscription la plus peuplée des circonscriptions du Senedd derrière celle de Cardiff Central (5e rang) et devant celle de Newport West (7e rang).
Du point de vue de la surface, avec ses 114,54 km2, elle est la quatorzième circonscription la moins étendue. Aussi, sa densité de population de 759 hab/km2 s’établit au dessus de la moyenne du pays de Galles.

### Système électoral
Les élections générales du Parlement gallois sont un système parallèle associant un scrutin majoritaire et un scrutin proportionnel qualifié de système du membre additionnel (additional member system en anglais, abrégé en AMS).
L’élection d’un représentant de circonscription est conduite dans le cadre d’un scrutin uninominal majoritaire à un tour (first-past-the-post). Selon ce système électoral, le candidat élu est celui ayant reçu le plus grand nombre de voix au premier et seul tour du scrutin. Une majorité simple (et non absolue) est donc requise pour gagner l’élection dans la circonscription.
Simultanément à l’élection du représentant de circonscription se déroule une autre élection, celle-ci au scrutin de liste bloquée, dans laquelle sont désignés 4 représentants régionaux en fonction des résultats des partis politiques à l’échelle des circonscriptions d’une région électorale. Ainsi, le scrutin corrige proportionnellement la somme des sièges obtenus par les partis dans les circonscriptions en distribuant les sièges régionaux selon le rapport de voix par sièges d’après la méthode d’Hondt. Plus un parti politique obtient de circonscriptions dans une région électorale donnée, moins il se voit attribuer de sièges régionaux dans celle-ci et inversement, mois il en obtient, plus il a de sièges régionaux sous réserve d’atteindre un seuil.

### Région électorale
D’après l’European Parliamentary Constituencies (Wales) Order 1994, la circonscription de Caerphilly est, avec celles de Blaenau Gwent, d’Islwyn, de Merthyr Tydfil and Rhymney, de Monmouth, de Newport East, de Newport West et de Torfaen, l’une des composantes de la région électorale de South Wales East en 1999,,.
La composition des circonscriptions de la région électorale tout comme ses limites ne sont pas modifiées par le Parliamentary Constituencies and Assembly Electoral Regions (Wales) Order 2006,.

## Représentants
| Mandature                                     | Période              | Période              | Membre        | Groupe | Fonction |        |  |
| --------------------------------------------- | -------------------- | -------------------- | ------------- | ------ | --- | ------ |  |
| Ire                                           | 7 mai 1999           | 30 avril 2003        | Ron Davies    | Labour | Membre du Parlement (1983-2001), élu dans la circonscription de Caerphilly                                                                                                 |        |  |
| IIe                                           | 2 mai 2003           | 2 mai 2007           | Jeff Cuthbert | Labour | Président du comité de surveillance d’Objectif un (2005-2007) |        |  |
| Redécoupage des limites de la circonscription |                      |                      |               |        | |        |  |
| IIIe                                          | 4 mai 2007           | 31 mars 2011         | Jeff Cuthbert | Labour | Président du comité des Normes de conduite (2007-2011) |        |  |
| IVe                                           | 6 mai 2011           | 5 avril 2016         | Jeff Cuthbert | Labour | Vice-ministre des Compétences (2011-2013) Vice-ministre des Compétences et de la Technologie (2013) Ministre des Communautés et de la Lutte contre la pauvreté (2013-2014) |        |  |
| Ve                                            | 6 mai 2016           | 29 avril 2021        | Hefin David   | Labour | |        |  |
| VIe                                           | Depuis le 6 mai 2016 | Depuis le 6 mai 2016 | Hefin David   | Labour | Hefin David | Labour |  |

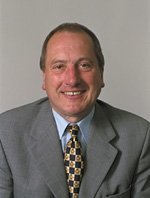
Ron Davies (1999-2003)
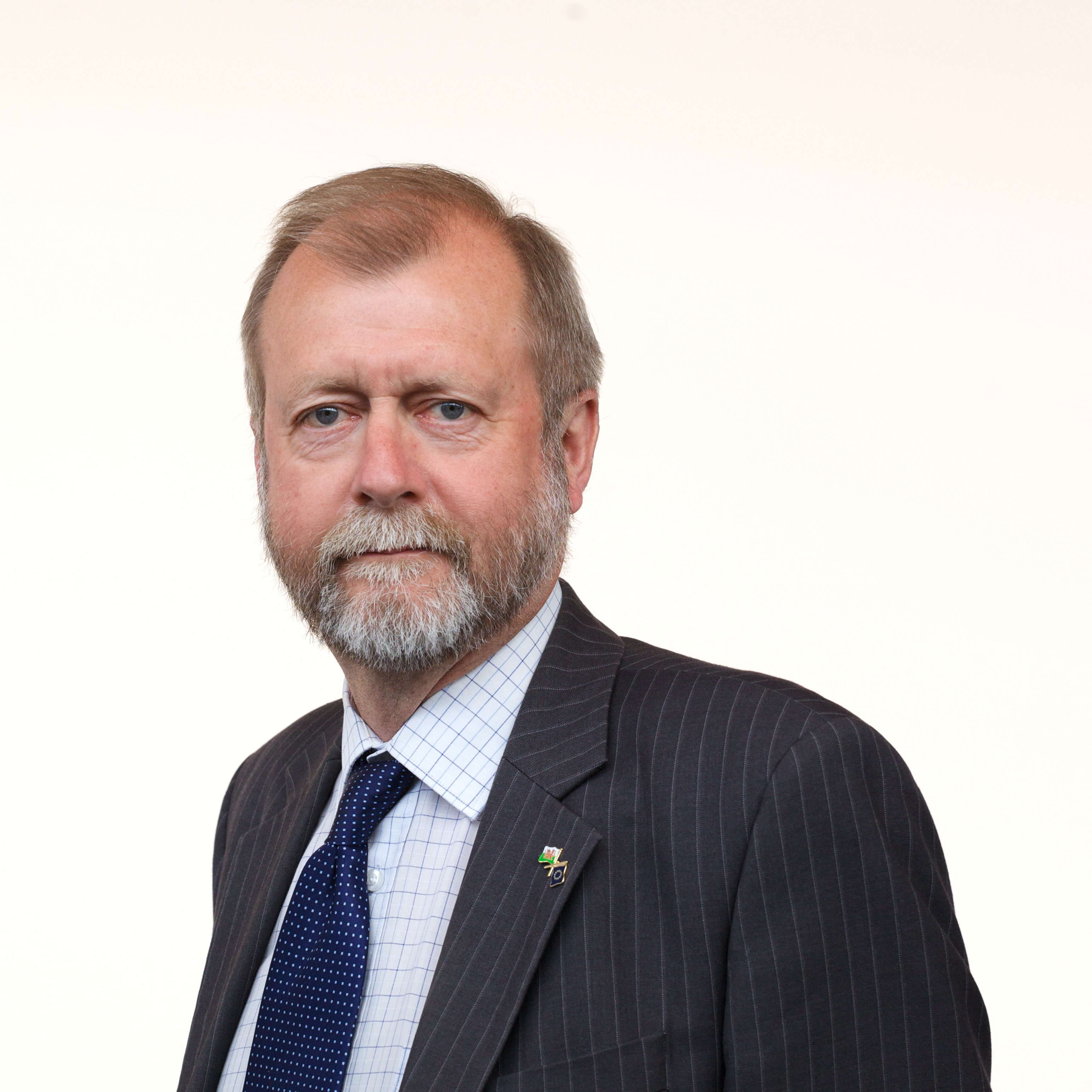
Jeff Cuthbert (2003-2016)
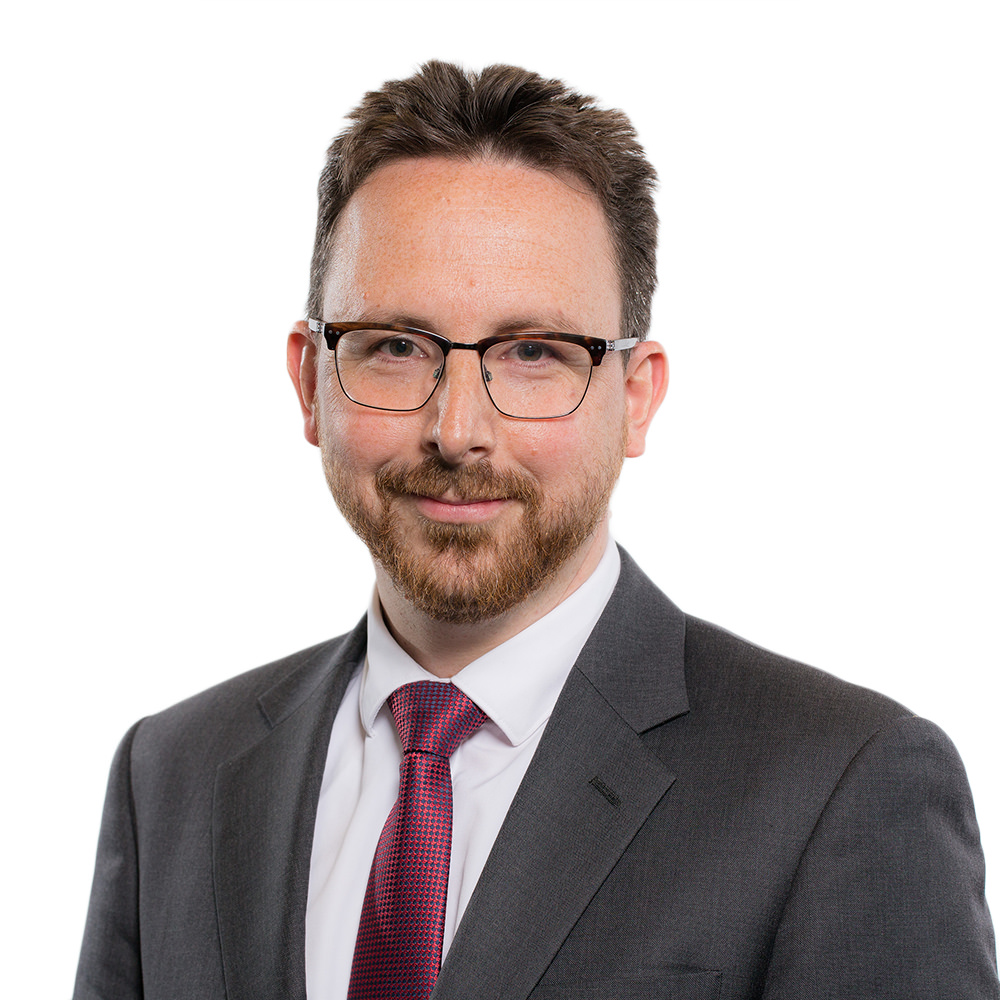
Hefin David (depuis 2016)

## Résultats électoraux

### Évolution électorale

#### De 1999 à 2003
Pour des raisons techniques, il est temporairement impossible d'afficher le graphique qui aurait dû être présenté ici.

#### Depuis 2007
Pour des raisons techniques, il est temporairement impossible d'afficher le graphique qui aurait dû être présenté ici.

### Détails des élections

#### Élection de 1999
| Candidat                   | Candidat                                               | Étiquette                  | Parti                      | Vote   | Vote   | Vote |  |
| Candidat                   | Candidat                                               | Étiquette                  | Parti                      | Voix   | %      | ±    |  |
| -------------------------- | ------------------------------------------------------ | -------------------------- | -------------------------- | ------ | ------ | ---- |  |
|                            | Ron Davies                                             | LAB                        | Welsh Labour               | 12 602 | 44,20  | ND   |  |
|                            | Robert Gough                                           | PC                         | Plaid Cymru                | 9 741  | 34,17  | ND   |  |
|                            | Mike German                                            | LD                         | Welsh Liberal Democrats    | 3 543  | 12,43  | ND   |  |
|                            | Mary Taylor                                            | CON                        | Welsh Conservatives        | 2 213  | 7,76   | ND   |  |
|                            | Allan Jones                                            | IND                        | Tim Richards               | 412    | 1,45   | ND   |  |
|                            |                                                        |                            |                            |        |        |      |  |
| Majorité                   | Majorité                                               | Majorité                   | Majorité                   | 2 861  | 10,03  | ND   |  |
| Transfert de Butler        | Transfert de Butler                                    | Transfert de Butler        | Transfert de Butler        |        |        | ND   |  |
|                            |                                                        |                            |                            |        |        |      |  |
| Corps électoral            | Corps électoral                                        | Corps électoral            | Corps électoral            | 65 997 | 100,00 |      |  |
| Abstention, blancs et nuls | Abstention, blancs et nuls                             | Abstention, blancs et nuls | Abstention, blancs et nuls | 37 486 | 56,80  |      |  |
| Exprimés                   | Exprimés                                               | Exprimés                   | Exprimés                   | 28 511 | 43,20  | ND   |  |
|                            |                                                        |                            |                            |        |        |      |  |
|                            | Le Labour remporte le siège (nouvelle circonscription) |                            |                            |        |        |      |  |

#### Élection de 2003
| Candidat                   | Candidat                    | Étiquette                  | Parti                                | Vote   | Vote   | Vote |  |
| Candidat                   | Candidat                    | Étiquette                  | Parti                                | Voix   | %      | ±    |  |
| -------------------------- | --------------------------- | -------------------------- | ------------------------------------ | ------ | ------ | ---- |  |
|                            | Jeff Cuthbert               | LAB                        | Welsh Labour                         | 11 893 | 46,85  | 2,65 |  |
|                            | Lindsay Whittle             | PC                         | Plaid Cymru                          | 6 919  | 27,25  | 6,92 |  |
|                            | Laura Anne Jones            | CON                        | Welsh Conservatives                  | 2 570  | 10,12  | 2,36 |  |
|                            | Rob Roffe                   | LD                         | Welsh Liberal Democrats              | 1 281  | 5,08   | 7,35 |  |
|                            | Anne Blackman               | IND                        | Indépendant                          | 1 204  | 4,74   | ND   |  |
|                            | Avril Dafydd-Lewis          | IND                        | Caerphilly Constituency Independents | 930    | 3,66   | ND   |  |
|                            | Brenda Vipass               | UKIP                       | United Kingdom Independence Party    | 590    | 2,32   | ND   |  |
|                            |                             |                            |                                      |        |        |      |  |
| Majorité                   | Majorité                    | Majorité                   | Majorité                             | 4 974  | 19,59  | 9,56 |  |
| Transfert de Butler        | Transfert de Butler         | Transfert de Butler        | Transfert de Butler                  |        |        | 4,79 |  |
|                            |                             |                            |                                      |        |        |      |  |
| Corps électoral            | Corps électoral             | Corps électoral            | Corps électoral                      | 68 152 | 100,00 |      |  |
| Abstention, blancs et nuls | Abstention, blancs et nuls  | Abstention, blancs et nuls | Abstention, blancs et nuls           | 42 765 | 62,75  |      |  |
| Exprimés                   | Exprimés                    | Exprimés                   | Exprimés                             | 25 387 | 37,25  | 5,95 |  |
|                            |                             |                            |                                      |        |        |      |  |
|                            | Le Labour conserve le siège |                            |                                      |        |        |      |  |

#### Élection générale de 2007
| Candidat                   | Candidat                    | Étiquette                  | Parti                      | Vote   | Vote   | Vote |  |
| Candidat                   | Candidat                    | Étiquette                  | Parti                      | Voix   | %      | ±    |  |
| -------------------------- | --------------------------- | -------------------------- | -------------------------- | ------ | ------ | ---- |  |
|                            | Jeff Cuthbert               | LAB                        | Welsh Labour               | 9 026  | 34,56  | ND   |  |
|                            | Lindsay Whittle             | PC                         | Plaid Cymru                | 6 739  | 25,80  | ND   |  |
|                            | Ron Davies                  | IND                        | Independent                | 5 805  | 22,22  | ND   |  |
|                            | Richard Foley               | CON                        | Welsh Conservatives        | 2 954  | 11,31  | ND   |  |
|                            | Huw Price                   | LD                         | Welsh Liberal Democrats    | 1 596  | 6,11   | ND   |  |
|                            |                             |                            |                            |        |        |      |  |
| Majorité                   | Majorité                    | Majorité                   | Majorité                   | 2 287  | 8,76   | ND   |  |
| Transfert                  | Transfert                   | Transfert                  | Transfert                  |        |        | ND   |  |
|                            |                             |                            |                            |        |        |      |  |
| Corps électoral            | Corps électoral             | Corps électoral            | Corps électoral            | 61 937 | 100,00 |      |  |
| Abstention, blancs et nuls | Abstention, blancs et nuls  | Abstention, blancs et nuls | Abstention, blancs et nuls | 35 817 | 57,83  |      |  |
| Exprimés                   | Exprimés                    | Exprimés                   | Exprimés                   | 26 120 | 42,17  | ND   |  |
|                            |                             |                            |                            |        |        |      |  |
|                            | Le Labour conserve le siège |                            |                            |        |        |      |  |

#### Élection générale de 2011
| Candidat            | Candidat                    | Étiquette           | Parti                   | Vote   | Vote   | Vote  |  |
| Candidat            | Candidat                    | Étiquette           | Parti                   | Voix   | %      | ±     |  |
| ------------------- | --------------------------- | ------------------- | ----------------------- | ------ | ------ | ----- |  |
|                     | Jeff Cuthbert               | LAB                 | Welsh Labour            | 12 521 | 48,97  | 14,41 |  |
|                     | Ron Davies                  | PC                  | Plaid Cymru             | 7 597  | 29,71  | 3,91  |  |
|                     | Owen Lloyd Meredith         | CON                 | Welsh Conservatives     | 3 368  | 13,17  | 1,86  |  |
|                     | Kay David                   | LD                  | Welsh Liberal Democrats | 1 062  | 4,15   | 1,96  |  |
|                     | Anthony King                | BNP                 | British National Party  | 1 022  | 4,00   | ND    |  |
|                     |                             |                     |                         |        |        |       |  |
| Majorité            | Majorité                    | Majorité            | Majorité                | 4 924  | 19,26  | 10,5  |  |
| Transfert de Butler | Transfert de Butler         | Transfert de Butler | Transfert de Butler     |        |        | 5,25  |  |
|                     |                             |                     |                         |        |        |       |  |
| Corps électoral     | Corps électoral             | Corps électoral     | Corps électoral         | 62 049 | 100,00 |       |  |
| Abstention          | Abstention                  | Abstention          | Abstention              | 36 306 | 58,51  |       |  |
| Participation       | Participation               | Participation       | Participation           | 25 743 | 41,49  |       |  |
| Exprimés            | Exprimés                    | Exprimés            | Exprimés                | 25 570 | 41,21  | 0,96  |  |
| Blancs et nuls      | Blancs et nuls              | Blancs et nuls      | Blancs et nuls          | 173    | 0,28   |       |  |
|                     |                             |                     |                         |        |        |       |  |
|                     | Le Labour conserve le siège |                     |                         |        |        |       |  |

#### Élection générale de 2016
| Candidat                   | Candidat                      | Étiquette                  | Parti                             | Vote   | Vote   | Vote  |  |
| Candidat                   | Candidat                      | Étiquette                  | Parti                             | Voix   | %      | ±     |  |
| -------------------------- | ----------------------------- | -------------------------- | --------------------------------- | ------ | ------ | ----- |  |
|                            | Hefin David                   | LAB                        | Welsh Labour                      | 9 584  | 35,35  | 13,62 |  |
|                            | Lindsay Whittle               | PC                         | Plaid Cymru                       | 8 009  | 29,54  | 0,17  |  |
|                            | Sam Gould                     | UKIP                       | United Kingdom Independence Party | 5 954  | 21,96  | ND    |  |
|                            | Jane Pratt                    | CON                        | Welsh Conservatives               | 2 412  | 8,90   | 4,27  |  |
|                            | Andrew Creak                  | WGP                        | Wales Green Party                 | 770    | 2,84   | ND    |  |
|                            | Aladdin Ayesh                 | LD                         | Welsh Liberal Democrats           | 386    | 1,42   | 2,73  |  |
|                            |                               |                            |                                   |        |        |       |  |
| Majorité                   | Majorité                      | Majorité                   | Majorité                          | 1 575  | 5,81   | 13,45 |  |
| Transfert de Butler        | Transfert de Butler           | Transfert de Butler        | Transfert de Butler               |        |        | 6,73  |  |
|                            |                               |                            |                                   |        |        |       |  |
| Corps électoral            | Corps électoral               | Corps électoral            | Corps électoral                   | 62 449 | 100,00 |       |  |
| Abstention, blancs et nuls | Abstention, blancs et nuls    | Abstention, blancs et nuls | Abstention, blancs et nuls        | 35 334 | 56,58  |       |  |
| Exprimés                   | Exprimés                      | Exprimés                   | Exprimés                          | 27 115 | 43,42  | 2,21  |  |
|                            |                               |                            |                                   |        |        |       |  |
|                            | Le Labour conservent le siège |                            |                                   |        |        |       |  |